# Cục Đầu tư nước ngoài (Việt Nam)
Cục Đầu tư nước ngoài (tiếng Anh: Foreign Investment Agency, viết tắt là FIA) là cơ quan trực thuộc Bộ Kế hoạch và Đầu tư, giúp Bộ trưởng thực hiện chức năng quản lý nhà nước về hoạt động đầu tư trực tiếp nước ngoài vào Việt Nam và đầu tư trực tiếp của Việt Nam ra nước ngoài.
Chức năng, nhiệm vụ, quyền hạn và cơ cấu tổ chức của Cục Đầu tư nước ngoài được quy định tại Quyết định số 969/QĐ-BKHĐT ngày 29/5/2023 của Bộ trưởng Bộ Kế hoạch và Đầu tư.

## Nhiệm vụ và quyền hạn
Theo Điều 2, Quyết định số 969/QĐ-BKHĐT ngày 29/5/2023 của Bộ trưởng Bộ Kế hoạch và Đầu tư, Cục Đầu tư nước ngoài có các nhiệm vụ, quyền hạn chính:
- Làm đầu mối giúp Bộ trưởng quản lý hoạt động đầu tư nước ngoài và đầu tư ra nước ngoài; chủ trì, phối hợp với các đơn vị trong Bộ và các Bộ, ngành, địa phương soạn thảo chiến lược, kế hoạch, định hướng thu hút đầu tư nước ngoài vào Việt Nam.
- Về quản lý nhà nước đối với đầu tư nước ngoài và đầu tư ra nước ngoài:

1. Chủ trì hoặc phối hợp với các đơn vị liên quan theo dõi, kiểm tra, thanh tra việc thực hiện các quy định về đầu tư nước ngoài và đầu tư ra nước ngoài theo sự phân công của Bộ;
2. Chủ trì thẩm định hồ sơ dự án và lập báo cáo thẩm định trình Thủ tướng Chính phủ đối với dự án thuộc lĩnh vực Casino, đua ngựa, đua chó, cá cược, đặt cược, trò chơi điện tử có thưởng và các dự án khác theo sự phân công của Bộ trưởng;
3. Phối hợp với Vụ Giám sát và Thẩm định đầu tư trong việc thẩm định hồ sơ dự án đầu tư nước ngoài và lập báo cao thẩm định trình Thủ tướng Chính phủ đối với dự án thuộc thẩm quyền quyết định chủ trương đầu tư của Thủ tướng Chính phủ theo quy định cả pháp luật về đầu tư (đối với dự án ngoài Khu Công nghiệp, Khu kinh tế);
4. Chủ trì góp ý kiến đối với các dự án có vốn đầu tư nước ngoài thuộc thẩm quyền cấp, điều chỉnh Giấy chứng nhận đăng ký đầu tư của các Bộ, ngành, địa phương (đối với các dự án ngoài Khu Công nghiệp, Khu Kinh tế);
5. Chủ trì, phối hợp với các đơn vị liên quan rà soát, tập hợp, sửa đổi, bổ sung các ngành, nghề và điều kiện đầu tư đối với nhà đầu tư nước ngoài theo quy định của pháp luật và điều ước quốc tế về đầu tư để công bố trên Hệ thống thông tin quốc gia về đầu tư nước ngoài.
6. Chủ trì hoặc phối hợp với các đơn vị trong Bộ trong việc xử lý tranh chấp giữa nhà đầu tư nước ngoài với cơ quan quản lý nhà nước.
7. Một số nhiệm vụ, quyền hạn đối với dự án đầu tư ra nước ngoài (4 mục).

- Về xúc tiến đầu tư:

1. Thực hiện công tác quản lý nhà nước về hoạt động xúc tiến đầu tư trong phạm vi cả nước, bao gồm: hướng dẫn việc xây dựng và thực hiện chương trình xúc tiến đầu tư; Điều phối các hoạt động xúc tiến đầu tư; Theo dõi, tổng hợp đánh giá tình hình và hiệu quả của công tác xúc tiến đầu tư; Phối hợp giữa các cơ quan quản lý nhà nước trong hoạt động xúc tiến đầu tư.
2. Chủ trì tổng hợp, xây dựng, triển khai và điều phối Chương trình xúc tiến đầu tư sử dụng ngân sách nhà nước cấp cho Bộ Kế hoạch và Đầu tư.
3. Chủ trì tổng hợp, xây dựng, triển khai, điều phối và giám sát việc thực hiện Chương trình xúc tiến đầu tư quốc gia.
4. Chủ trì xây dựng định hướng chính sách thu hút đầu tư và chiến lược xúc tiến đầu tư; Quảng bá môi trường đầu tư của Việt Nam; Tổ chức hội nghị, hội thảo và chương trình vận động xúc tiến đầu tư; Tổ chức tập huấn đào tạo về công tác xúc tiến đầu tư; Hỗ trợ các nhà đầu tư tìm hiểu cơ hội đầu tư và triển khai dự án đầu tư; Hợp tác quốc tế liên quan đến xúc tiến đầu tư.
5. Làm đầu mối quản lý, phối hợp với Vụ Tổ chức cán bộ và các đơn vị liên quan hướng dẫn, theo dõi và phối hợp hoạt động với bộ phận xúc tiến đầu tư ở nước ngoài.
6. Xây dựng danh mục các dự án kêu gọi vốn đầu tư trực tiếp nước ngoài trong từng thời kỳ phù hợp với quy hoạch, kế hoạch đầu tư phát triển chung của cả nước để trình cấp có thẩm quyền quyết định; kiến nghị việc điều chỉnh trong trường hợp cần thiết.

- Một số nhiệm vụ, quyền hạn về công tác tổng hợp, đánh giá tình hình đầu tư; công tác xây dựng và tổ chức thực hiện pháp luật, chính sách về đầu tư nước ngoài và đầu tư ra nước ngoài.
- Xây dựng, quản lý, vận hành Hệ thống thông tin quốc gia về đầu tư Lưu trữ ngày 14 tháng 12 năm 2021 tại Wayback Machine.
- Thực hiện các nhiệm vụ khác theo phân công của Bộ trưởng.

## Lãnh đạo Cục[1]
- Cục trưởng: Đỗ Văn Sử (phụ trách)
- Phó Cục trưởng:

1. Vũ Văn Chung
2. Nguyễn Anh Tuấn
3. Đào Thanh Hương

## Cơ cấu tổ chức
(Theo Điều 3, Quyết định số 969/QĐ-BKHĐT ngày 29/5/2023 của Bộ trưởng Bộ Kế hoạch và Đầu tư)

### Các phòng thực hiện chức năng quản lý nhà nước
- Văn phòng Cục
- Phòng Tổng hợp và Thông tin
- Phòng Đầu tư nước ngoài
- Phòng Đầu tư ra nước ngoài
- Phòng Xúc tiến đầu tư

### Các đơn vị sự nghiệp
- Trung tâm Xúc tiến đầu tư phía Bắc
- Trung tâm Xúc tiến đầu tư phía Nam[2][3]